# Município de Coventry (condado de Summit, Ohio)
Localização do Ohio nos E.U.A.
O município de Coventry (em inglês: Coventry Township) é um município localizado no condado de Summit no estado estadounidense de Ohio. No ano 2010 tinha uma população de 10945 habitantes e uma densidade populacional de 458,44 pessoas por km².

## Geografia
O município de Coventry encontra-se localizado nas coordenadas 41° 00′ 33″ N, 81° 32′ 22″ O. Segundo a Departamento do Censo dos Estados Unidos, o município tem uma superfície total de 23.87 km², da qual 21.3 km² correspondem a terra firme e (10.78%) 2.57 km² é água.

## Demografia
Segundo o censo de 2010, tinha 10945 pessoas residindo no município de Coventry. A densidade de população era de 458,44 hab./km².